# Coprin chevelu
Coprinus comatus
Espèce
Coprinus comatus, de son nom vernaculaire français le Coprin chevelu, est un champignon basidiomycète comestible du genre Coprinus de la famille des Agaricaceae, il est facilement reconnaissable à la cuticule méchuleuse du chapeau qui recouvre presque la totalité du stipe.

## Systématique

### Nom binomial accepté
Coprinus comatus (O.F. Müller 1780) Pers., 1797

### Synonymes
- Agaricus comatus (O.F. Müll. 1780[2]) (synonyme)
- Agaricus comatus var. comatus O.F. Müll. 1780 (synonyme)
- Agaricus comatus var. ovatus (Schaeff.) Fr. 1821 (synonyme)
- Agaricus cylindricus Sowerby 1799 (synonyme)
- Agaricus fimetarius Bolton 1788 (synonyme)
- Agaricus ovatus Schaeff. 1762 (synonyme)
- Coprinus comatus var. caprimammillatus Bogart 1975 (synonyme)
- Coprinus comatus var. ovatus (Schaeff.) Quél. 1886 (synonyme)
- Coprinus ovatus (Schaeff.) Fr. 1838 (synonyme)

## Description

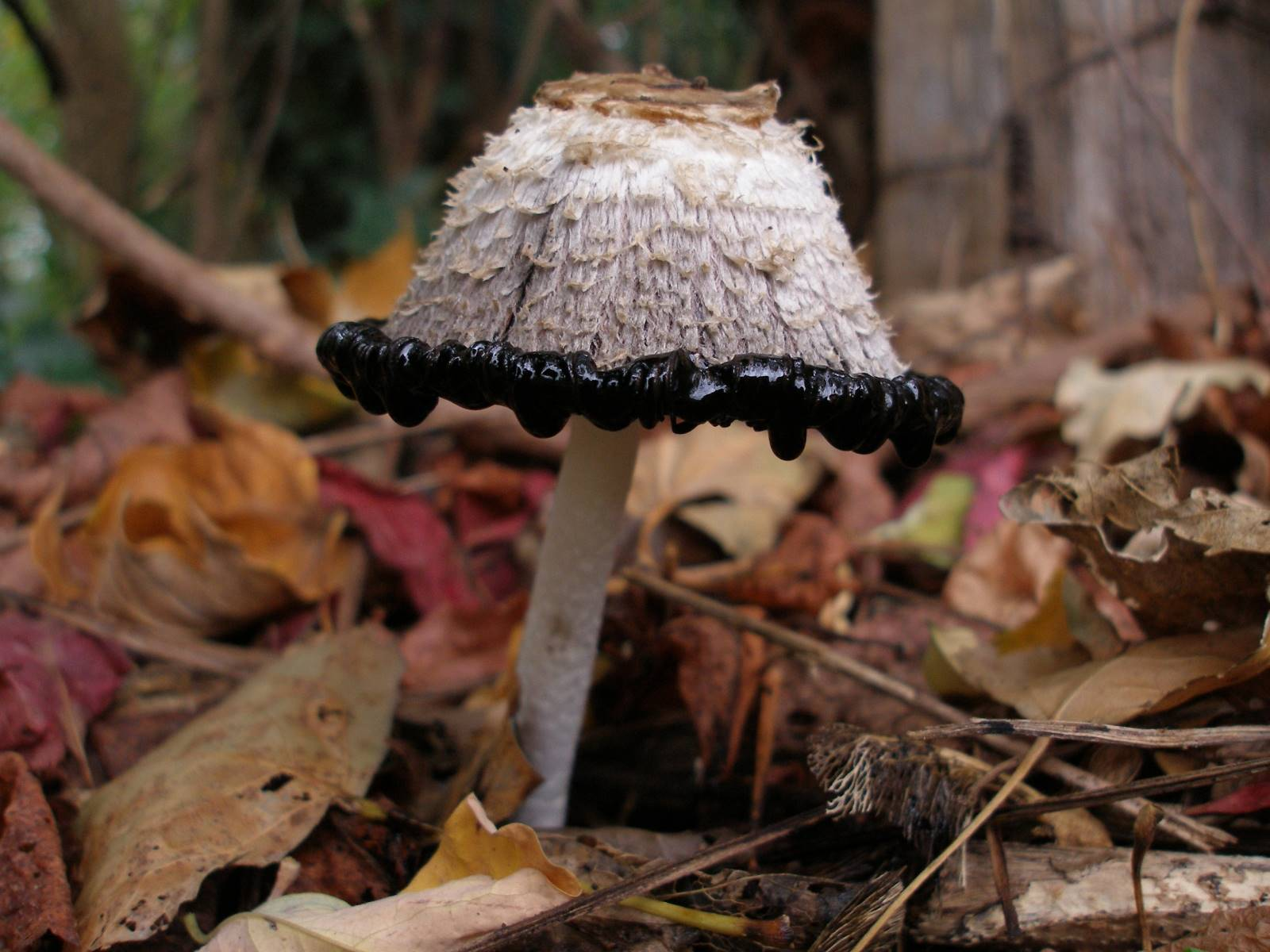
Coprin chevelu vieillissant.

Le chapeau de 6 à 12 cm de large en moyenne (jusqu'à 18 cm), en forme de fuseau fragile lorsque le spécimen est jeune, évolue vers une forme cylindrique, puis vers une forme de cloche à mesure que le champignon vieillit. Ses lames libres et blanches virent rapidement au rose puis au noir d'encre. Le stipe cylindrique de 6 à 15 cm de long et 1 à 1,5 cm de large se détache facilement du chapeau. Il est renflé à la base, avec une couleur évoluant comme celle du pied. Sans volve, il est pourvu d'un anneau en forme de bague mobile. Entièrement lisse et blanche au début, la cuticule devient méchuleuse (mèches retroussées parfois regroupées en écailles, d'où l'épithète spécifique de « chevelu ») crème puis fauve, enfin brune puis noirâtre. Il est déliquescent (le chapeau disparaît, ne laissant parfois que le pied), mais moins fortement que le coprin noir d'encre, Coprinus atramentarius dont le chapeau est plus foncé et ovoïde.
Il est grégaire dans des lieux souvent inattendus, les jardins publics en ville par exemple.

## Habitat
Saprophyte, le Coprin chevelu pousse dans les pelouses, les prairies, les endroits dégagés des bois, les clairières, les bords de chemin et même les jardins, sur sols riches en azote. Comme l'étymologie de son nom l'indique, son substrat idéal est un sol fumé, notamment par du crottin de cheval et plus particulièrement par des crottes de chien, ce qui explique sa présence dans les parcs.[précision nécessaire]

## Comestibilité
Le coprin chevelu est considéré comme un excellent comestible, à condition toutefois de le consommer jeune, c'est-à-dire entièrement blanc à la coupe, s'il y a du noir il est à rejeter. Il est préférable de le manger rapidement après sa récolte, on peut le conserver au réfrigérateur 1 ou 2 jours maximum. Toute partie rosâtre ou brunie doit être rejetée.
On peut toutefois le conserver plusieurs jours en l'immergeant totalement dans l'eau. On peut le préparer en sauce blanche. On peut aussi le manger cru, dans une salade.
La consommation de boisson alcoolisée avec Coprinus comatus n'est pas dangereuse, ce qui n'est pas le cas avec son cousin Coprinopsis atramentaria (le coprin noir d'encre).
Comme tous les champignons, il peut bioaccumuler des métaux lourds et métalloïdes toxiques. Sa capacité à concentrer le mercure en a fait un candidat pour la dépollution du mercure (bio extraction par fongorémédiation).

## Galerie

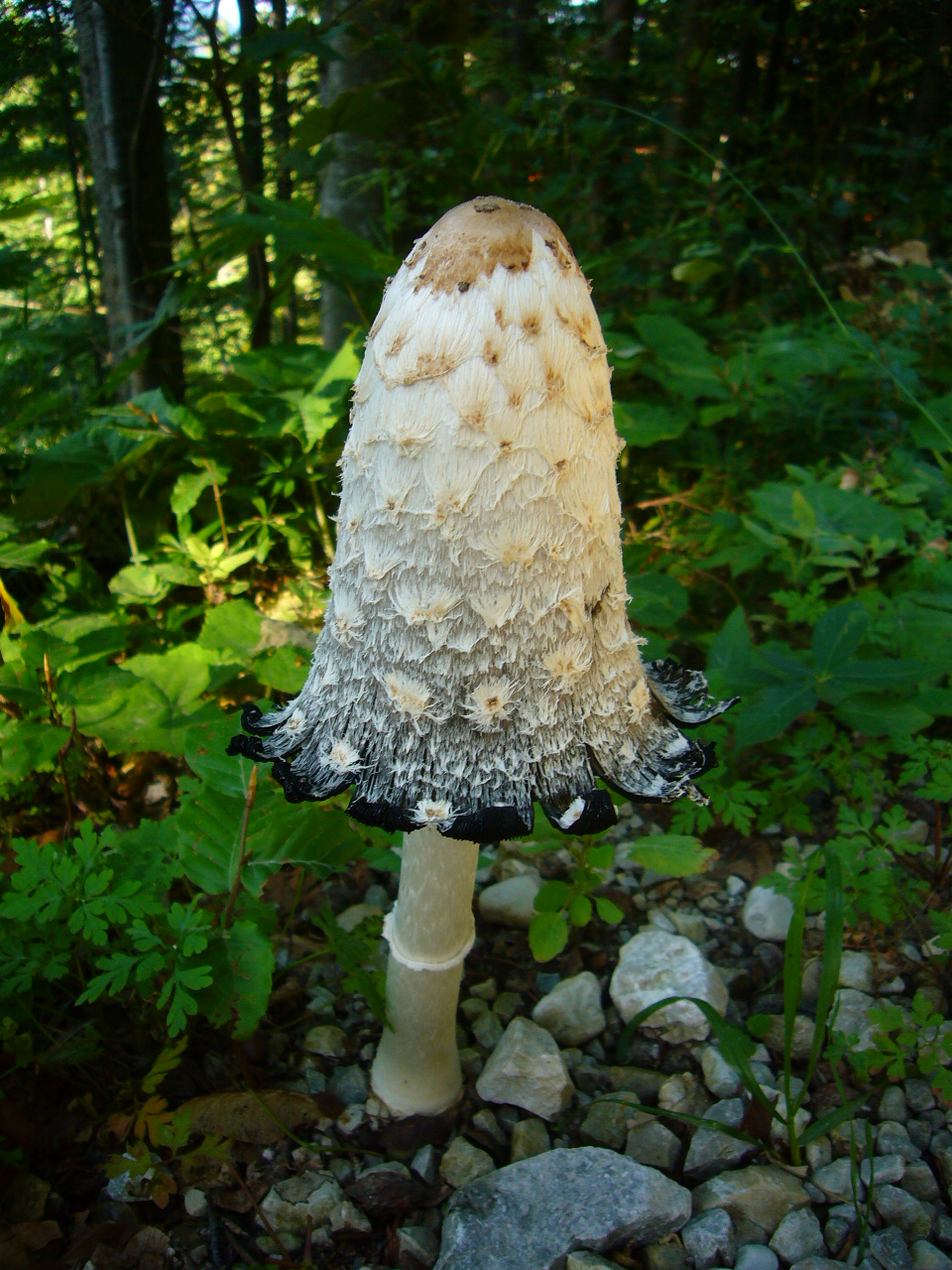
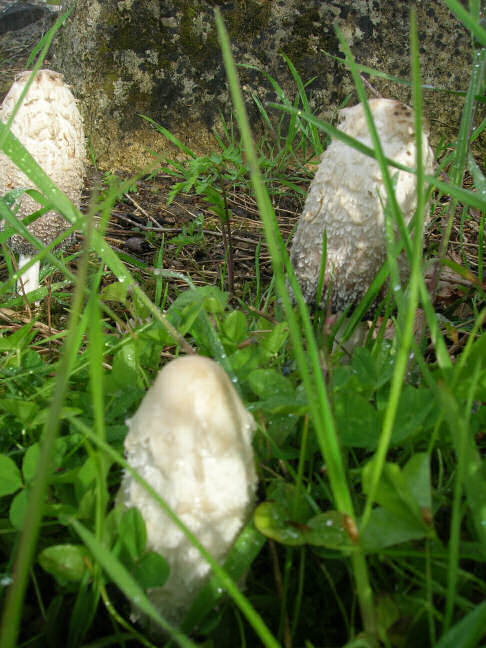
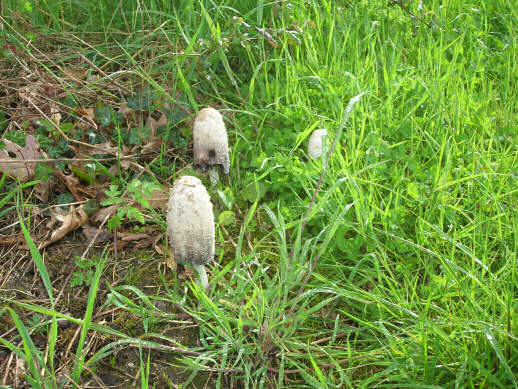
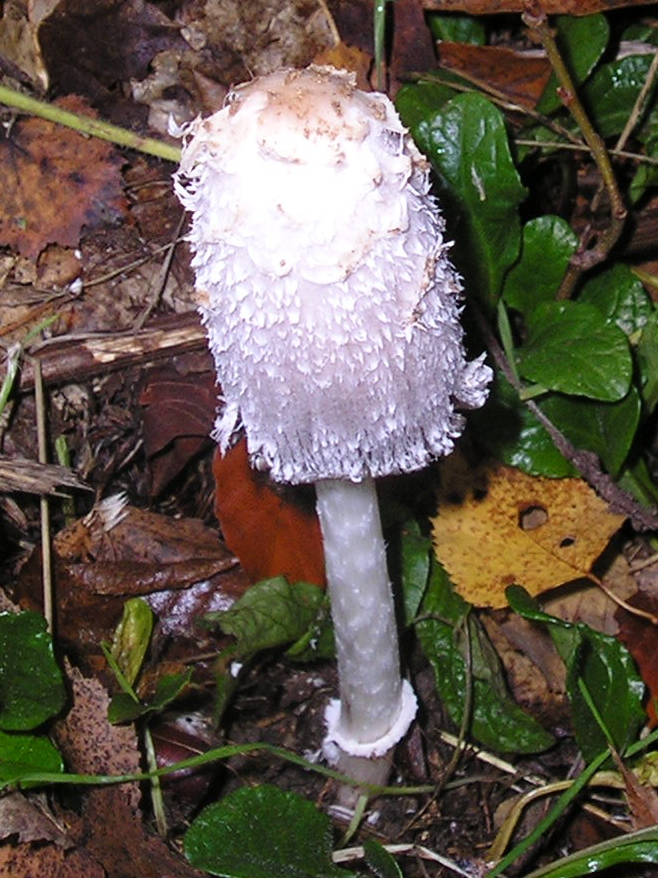
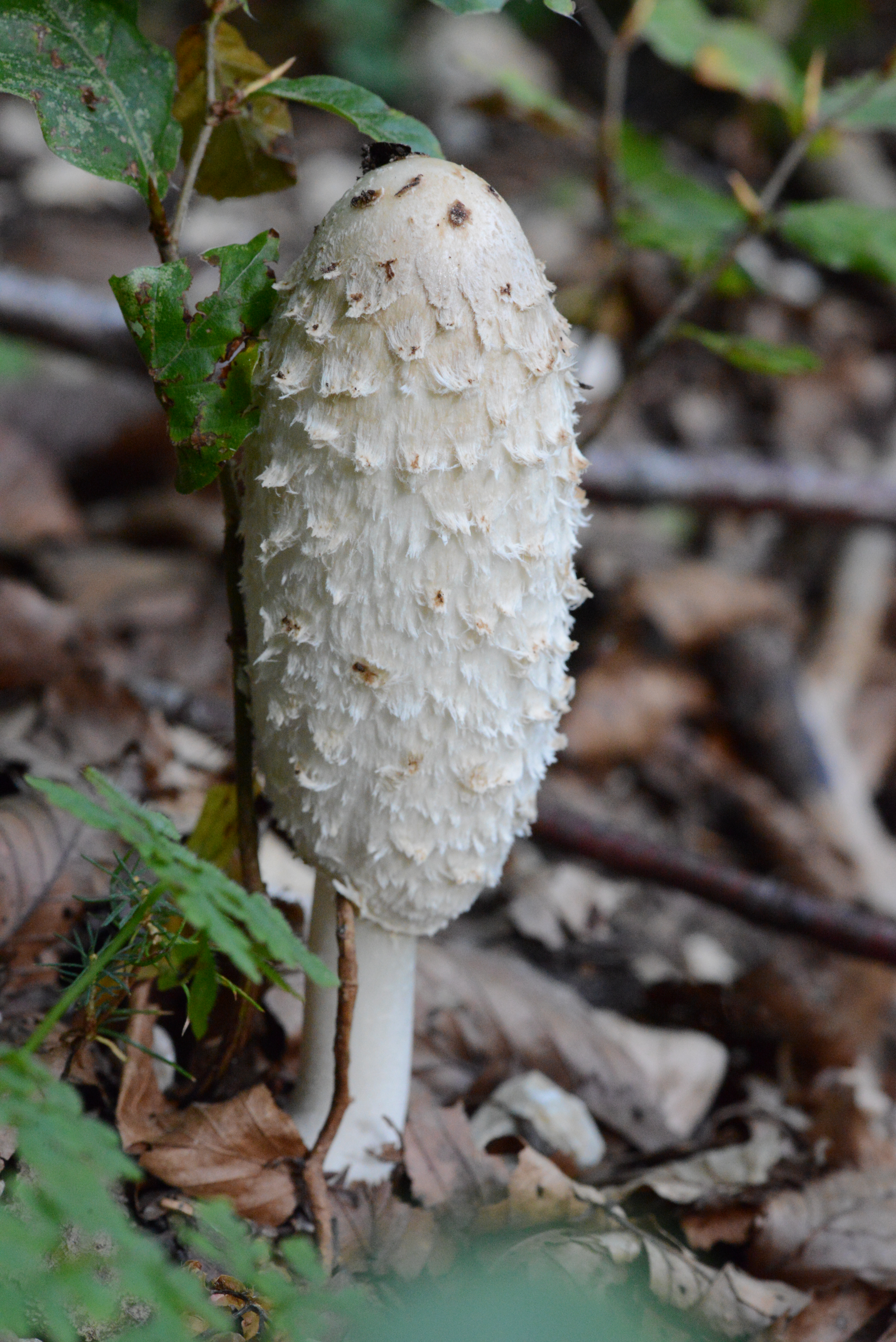
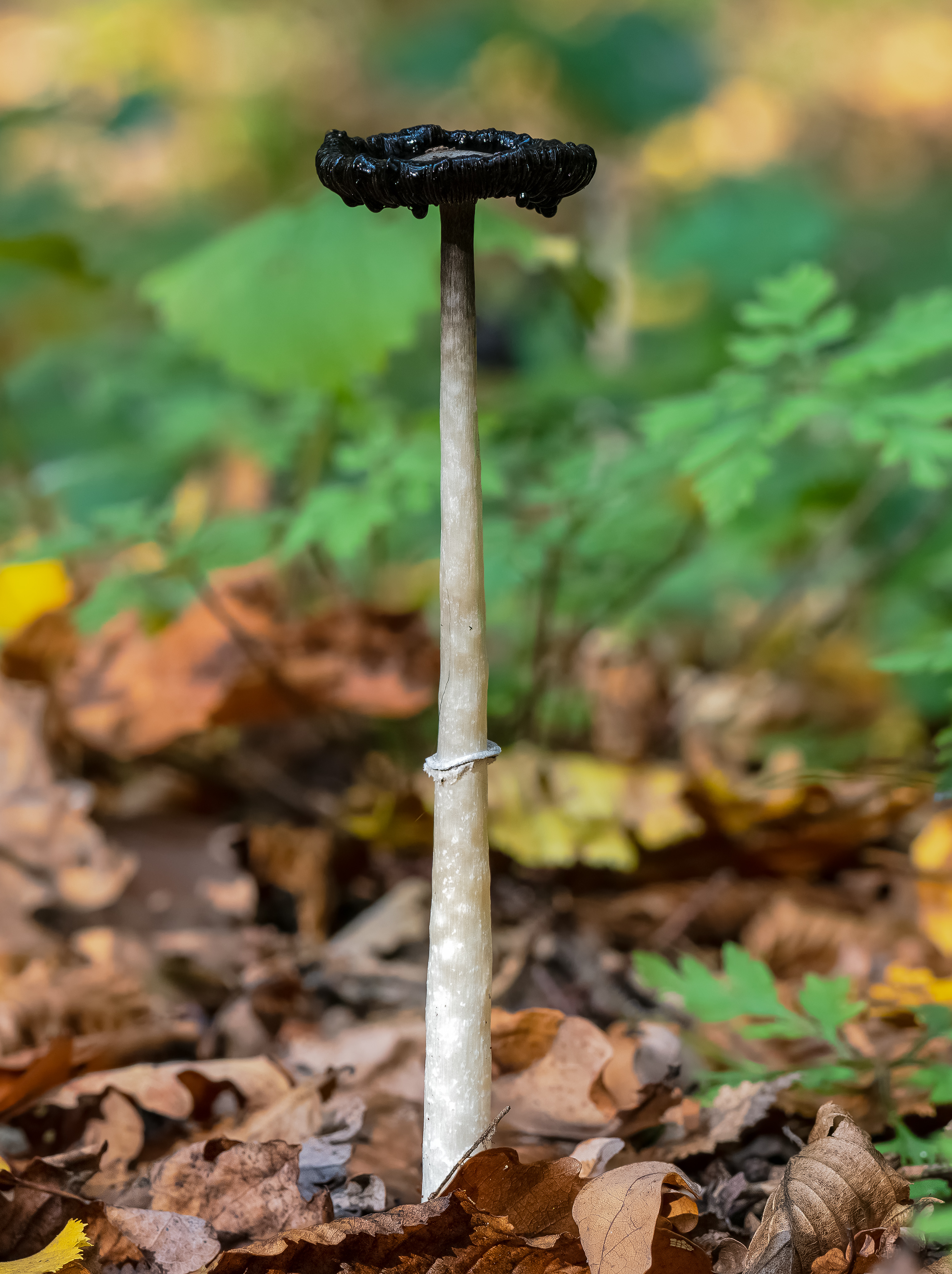